# 郜永清
郜 永清（こう えいせい、Gao Yongqing、? - 1861年）は、清末の白蓮教徒の蜂起の指導者の一人。
河南省帰徳府商丘県金楼寨の出身。八卦教の分派の離卦教の開山祖師の郜雲隴の末裔。祖父の代からの白蓮教徒で、1861年に「終末は近い。救済を求める者は金楼寨に集まれ」と宣言し、衆を集めて蜂起した。金楼寨はセンゲリンチン（僧格林沁）率いる清軍に包囲されたが、白蓮教徒たちは捻軍の援助を得、安徽省の捻軍の王明と李永年が金楼寨に入って防衛に加わった。郜永清が戦死（病死との説もある）した後は弟の妻の郜姚氏が戦闘を継続したが、1862年3月16日に104日間の戦闘の末に金楼寨は陥落し、郜姚氏ら1400人余りが殺害された。